# Couvent de São Francisco (Angra do Heroísmo)

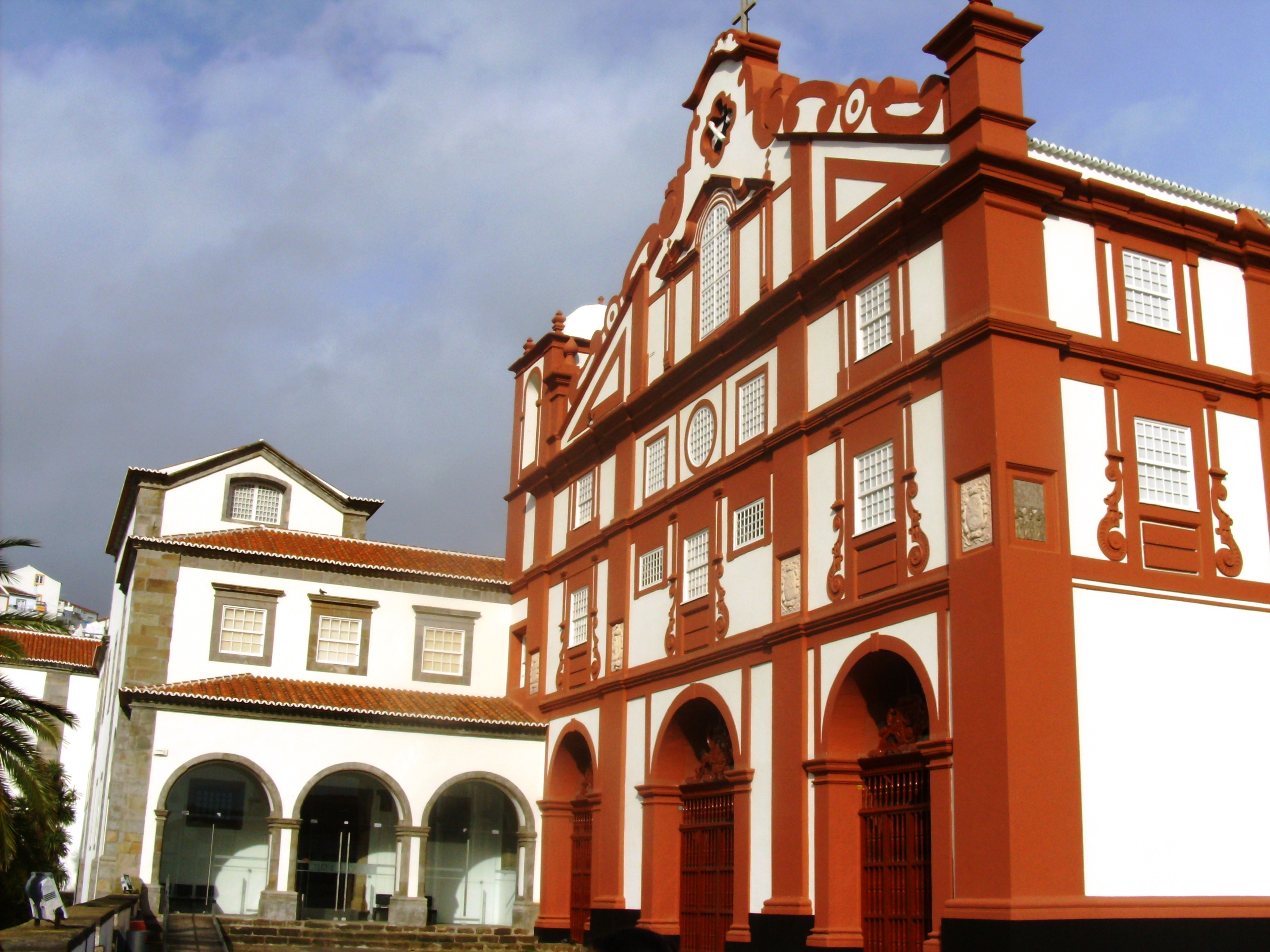
Couvent de São Francisco : au premier plan, l'église.

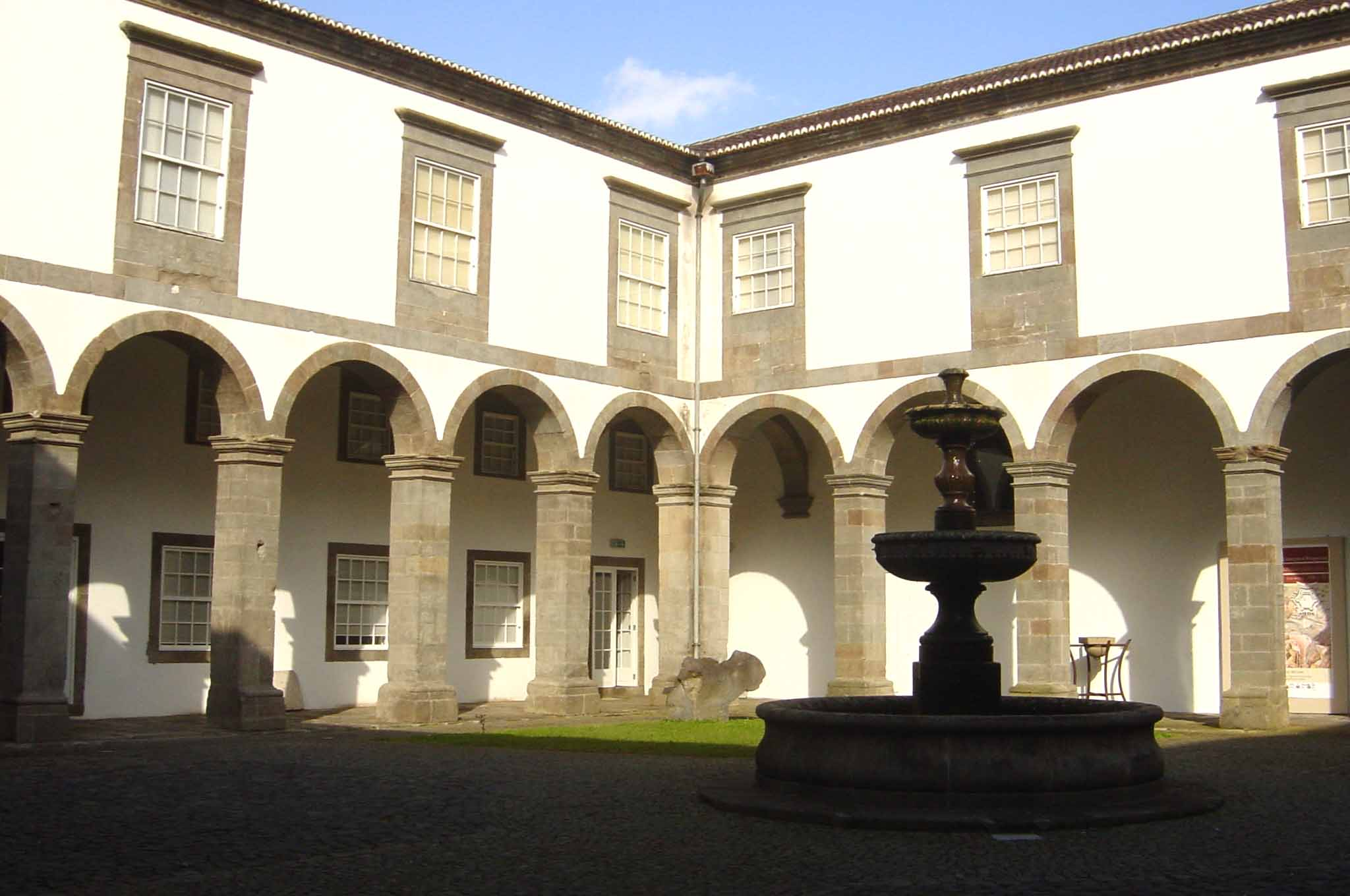
Église de São Francisco : cloître.

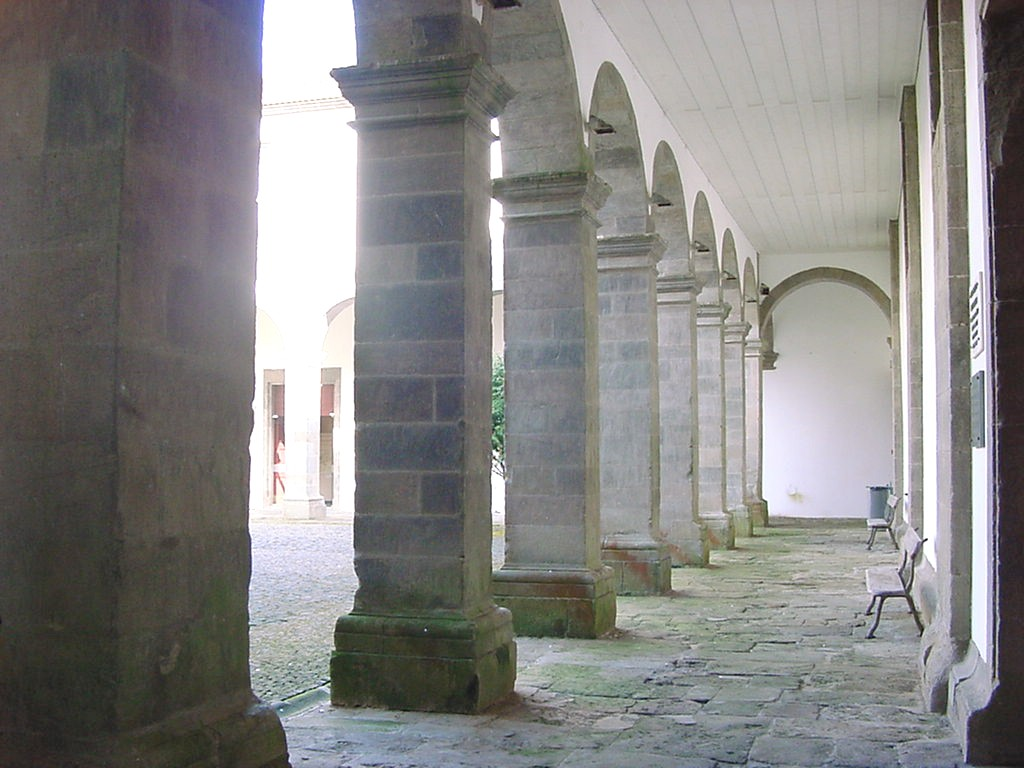
Église de São Francisco : colonnade.

Le couvent de São Francisco, également appelé église de Nossa Senhora da Guia, populairement connue sous le nom d'église du couvent de São Francisco, est situé dans le centre historique d'Angra do Heroísmo sur l'île de Terceira, aux Açores.
C'est l'un des plus grands édifices religieux de l'archipel. Le couvent était le siège de la province franciscaine de São João Evangelista, qui regroupait les religieux franciscains des Açores.
Les installations conventuelles abritent actuellement l'un des centres du musée d'Angra do Heroísmo.
Le couvent de São Francisco est classé Immeuble d'intérêt public depuis 1967.

## Histoire
Les premiers franciscains arrivèrent à Terceira vers 1456 et construisirent un ermitage et plus tard, en 1470, un couvent.
Cet ensemble primitif (couvent et ermitage) fut démoli pour laisser la place à l'actuel, plus grand et plus imposant. En 1663, lorsque Frei Naranjo rassembla les dons nécessaires pour les travaux, ceux-ci commencèrent. Trois ans plus tard, les dortoirs et les ateliers sont achevés et, le 6 mars 1666, la première pierre du nouveau temple est solennellement posée. Le 1er octobre 1672, les travaux sont achevés et la bénédiction effectuée par l'évêque d'Angra.
António Ier du Portugal a séjourné ici pendant son séjour sur l'île.
En 1862, sur le côté est du bâtiment, fut inauguré le Séminaire diocésain d'Angra et, en 1864, la première station météorologique de Terceira fut installée, dans l'aile nord-ouest (sur le chemin qui monte à l'obélisque Alto da Memória).
Actuellement, les locaux du couvent sont occupés par le musée d'Angra do Heroísmo, qui conserve certaines des pierres travaillées appartenant au complexe d'origine.
L'église est considérée comme un panthéon ; des personnalités notables telles que les explorateurs João Vaz Corte-Real et Paulo da Gama, frère de Vasco da Gama, y sont enterrées. 
En janvier 2012 s'achève la restauration de l'orgue, construit en 1788 par António Xavier Machado e Cerveira. La récupération de cet orgue a complété la restauration de tous les orgues historiques d'Angra do Heroísmo.
L'intérieur de l'église est spacieux, divisé en trois nefs, avec un plan en forme de croix dont le sommet forme le chœur. Au-dessus du porche d'entrée s'élève le magnifique chœur du couvent.

## Source de traduction
- (pt) Cet article est partiellement ou en totalité issu de l’article de Wikipédia en portugais intitulé « Convento de São Francisco (Angra do Heroísmo) » (voir la liste des auteurs).